# Coptothyris grayi
Coptothyris grayi är en armfotingsart som först beskrevs av Davidson 1852.  Coptothyris grayi ingår i släktet Coptothyris och familjen Terebrataliidae. Inga underarter finns listade i Catalogue of Life.